# 申素政
申 素政（シン・ソジュンあるいはシン・ソジョン、1990年3月4日 - ）は、大韓民国の女子アイスホッケー選手。ポジションはゴールテンダー。ナショナル女子ホッケーリーグのメトロポリタンリベターズ所属。アイスホッケー女子韓国代表に選出された。

## 選手経歴

### カナダ大学スポーツ
申はカナダ大学スポーツの聖フランシスコ・ザビエル女子アイスホッケーで3シーズンをプレーした。この期間、彼女は37勝を挙げ、平均失点1.46、シュート阻止率94.4パーセントを記録した。
聖フランシスコ・ザビエルにおける初年度、彼女は大西洋大学スポーツで平均失点1.44を記録。シュート阻止率は93.0パーセントでリーグ2位の成績を残した。
2014–15シーズン、申はカナダ大学スポーツの全試合に出場し、チームは87.5パーセントの勝率を記録した。また大西洋大学スポーツの試合では平均失点1.19、シュート阻止率94.9パーセントを記録し、両部門でリーグトップの成績を残した。

### 国際アイスホッケー連盟
申はアイスホッケー女子韓国代表のメンバーとして、女子アイスホッケー世界選手権に7回参加した。彼女は7大会の出場において、平均失点1.33、シュート阻止率95.4パーセントを記録した。さらにアジア冬季競技大会に2回、IIHFアジアチャレンジカップに2回、そして2014年ソチオリンピックのアイスホッケー競技の予選ラウンドに出場した。

### ナショナル女子ホッケーリーグ
2016年7月27日、申はフリーエージェントとしてナショナル女子ホッケーリーグのニューヨークリベターズと契約。

## 受賞
- 最優秀ゴールテンダー: 2012年女子アイスホッケー世界選手権ディビジョン2グループB[4]
- 最優秀ゴールテンダー: 2013年女子アイスホッケー世界選手権ディビジョン2グループB[5]
- 最優秀ゴールテンダー: 2014年女子アイスホッケー世界選手権ディビジョン2グループA[6]
- 2015年大西洋大学スポーツ選抜オールスター[7]
- 聖フランシスコ・ザビエル女子アイスホッケー最優秀選手（2015年）